# Асакучі
34°31′40″ пн. ш. 133°35′6″ сх. д. / 34.52778° пн. ш. 133.58500° сх. д.
Асакучі (яп. 浅口市) — місто в Японії, в префектурі Окаяма.